# Relações entre Reino Unido e Santa Sé
As relações entre Reino Unido e Santa Sé são as relações diplomáticas formalmente estabelecidas entre o Reino Unido da Grã-Bretanha e Irlanda do Norte e a Santa Sé, entidade soberana através da qual a Igreja Católica governa a Cidade do Vaticano.
A Santa Sé mantém relações bilaterais longínquas com o Reino Unido. Os primeiros contatos diplomáticos entre as duas nações ocorreram no século VI, quando as primeiras missões católicas aportaram nas Ilhas Britânicas. Ao longo de grande parte do desenvolvimento do Reino de Inglaterra e do Reino da Escócia, o Papado manteve relações pontuais com a monarquia inglesa, variando de períodos de forte colaboração e alinhamento estratégico e outros de profundas desavenças políticas. O ponto culminante das tensões entre o Papado e a Coroa inglesa se deu durante a crise matrimonial de Henrique VIII na década de 1520, quando o monarca insistiu sem sucesso pela anulação papal de seu casamento com Catarina de Aragão. As crescentes tensões entre a elite inglesa e o alto clero católico neste período acarretaram na Reforma Inglesa em que, de forma sem precedentes na história ocidental, um monarca europeu deixou de reconhecer a primazia papal.
Na era contemporânea, a Santa Sé e o Reino Unido cultivam relações focadas na colaboração mútua em áreas de grande impacto na sociedade mundial, como as iniciativas internacionais de preservação ambiental e conscientização sobre os direitos humanos em diversas outras nações. Além disto, os dois países colaboram ativamente em pesquisas científicas e na aplicação da tecnologia para aprimoramento da infraestrutura em países subdesenvolvidos. Tanto o Reino Unido (como sucessor histórico do Império Britânico), quanto a Santa Sé (como entidade governativa da Igreja Católica) são considerados países de impacto e influência global, ainda que em esferas de influência distintas.

## História

### Idade Média: Missões católicas e tensões
Por volta de 595, o Papa Gregório II enviou uma missão agora conhecida como Missão Gregoriana ao Reino de Kent. Agostinho se tornou o primeiro Arcebispo da Cantuária em cerca de 597. Durante a Idade Média e até a Reforma Protestante no século XVI, o Reino da Inglaterra e o Reino da Escócia eram reinos católicos com relações diplomáticas com os Estados Papais. Em 1209, o Papa Inocêncio III interditou o Reino da Inglaterra em meio a crescentes disputas com João, Rei da Inglaterra, depois que ele se recusou a aceitar Stephen Langton, o candidato papal ao Bispado de Canterbury. A disputa foi resolvida em 1213 quando João concedeu o poder ao Papa, tornando-se seu vassalo e concordou em pagar impostos feudais à Igreja Católica. Em 1479, o Rei Eduardo IV nomeou John Sherwood como o primeiro embaixador residente nos Estados Papais. 

### Era moderna: Reforma Inglesa e rompimento de relações
As relações diplomáticas foram rompidas em 1536, após o estabelecimento da Igreja Anglicana pelo Rei Henrique VIII. As relações diplomáticas foram restabelecidas em 1553 sob a Rainha Maria I, que nomeou Sir Edward Carne como seu embaixador. Durante o reinado da Rainha Isabel I as relações diplomáticas foram quebradas novamente devido à bula papal Regnans in Excelsis em 1570, e Sir Edward Carne foi chamado de volta. As relações oficiais com os Estados Papais foram então proibidas por lei. Os dois países, no entanto, tiveram contatos ocasionais. Em 1621, a corte inglesa despachou George Gage para a corte papal a fim de obter permissão para o Rei Carlos I se casar com a Infanta Maria Ana de Espanha, casamento que não aconteceu. Mas, quando Carlos I se casou com a princesa católica francesa Henrietta Maria, ele obteve a bênção do Papa Gregório XV, que aproveitou a oportunidade para enviar Gregorio Panzani para a Inglaterra como seu legado apostólico. Panzani foi seguido como enviado papal pelo franciscano escocês George Conn.
Em 1686, o rei James VII da Escócia e o II da Inglaterra despacharam como enviado aos Estados Papais o Conde de Castlemaine e receberam como enviado papal o Conde Ferdinando d'Adda. As relações foram rompidas novamente após a Revolução Gloriosa em 1688. Os Estados Papais reconheceram James Francis Edward Stuart como "James VIII e III" até sua morte em 1766, mas não seu filho Carlos Eduardo, que deu sutil reconhecimento à então reinante Casa de Hanôver. Isso ajudou a iniciar a reforma das leis penais anticatólicas, alcançada em parte pela Lei de Quebec e pela Lei Papista de 1778. A breve missão de Sir John Coxe Hippisley à Roma para explorar a possibilidade de restaurar as relações fracassou em 1779-1780.
Relações não-oficiais foram formadas novamente durante a Revolução Francesa, já que tanto os tribunais britânicos quanto os papais estavam interessados em coordenar políticas contra a propagação da revolução pela Europa. Em 1792, a corte britânica despachou Sir John Coxe Hippisley a Roma como enviado, cargo que ocupou até 1795. A corte papal despachou Monsenhor Charles Erskine para Londres como enviado, cargo que ocupou até 1801. Ambos os países se viram em vários momentos inimigos da França durante este período e, portanto, tinham um grau de comunhão de interesses, não menos por causa da descristianização da França durante a Revolução Francesa e o estabelecimento da República Romana pela França de 1798-99.

### Século XIX
O Reino Unido da Grã-Bretanha e da Irlanda passou a existir em 1801 com a união do Reino da Irlanda à Grã-Bretanha, que havia sido formado pela união dos reinos da Escócia e da Inglaterra em 1707. Com o Tratado Anglo-Irlandês de 1921, toda a Irlanda tornou-se um domínio independente. A Irlanda do Norte exerceu seu direito ao abrigo desse tratado de se separar do restante da Irlanda e manter a união com a Grã-Bretanha, que criou o atual estado do Reino Unido da Grã-Bretanha e Irlanda do Norte.
A Santa Sé é a sé episcopal preeminente da Igreja Católica, formando o governo central da Igreja e reconhecida no direito internacional como uma entidade soberana com a qual podem ser mantidas relações diplomáticas. Pastor Bonus, uma constituição apostólica, define as relações diplomáticas do Vaticano com estados como a Santa Sé.
Devido à continuidade da Santa Sé desde os primeiros tempos, é possível ver que as várias partes do Reino Unido mantinham relações com a Santa Sé antes de sua incorporação na União.
Seguindo o Ato de Emancipação Católica de 1829, os obstáculos legais às relações com os Estados Papais foram removidos, mas o governo britânico ainda se absteve de credenciar um enviado a Roma, embora os enviados britânicos a algumas cidades-estados italianas também fossem acusados de conduzir negociações com o Tribunal Papal. Durante o Plano de Campanha pelos direitos dos inquilinos irlandeses na década de 1880, o papado condenou as atividades na encíclica "Saepe Nos" (1888), embora a maioria dos inquilinos fosse católica.

### Século XX
O Reino Unido não restabeleceu relações com a Santa Sé até dezembro de 1914, após a eclosão da Primeira Guerra Mundial, pois o governo britânico estava apreensivo com o possível crescimento da influência alemã e austríaca nas políticas do Vaticano. O primeiro enviado selecionado foi Henry Howard, um católico britânico, seguido pelo 7º Conde de Salis. A fim de sustentar que esta missão diplomática tinha caráter temporário, foi intitulada "Missão Especial ao Vaticano". Só em 1923 o título da missão foi alterado para "Legação de Sua Majestade junto à Santa Sé".
Em maio de 1949, a princesa Margarida visitou o Papa Pio XII na Cidade do Vaticano. Foi a primeira visita de um rei britânico à Santa Sé depois de centenas de anos.
O problema da Irlanda do Norte tem sido uma questão importante nas relações Britânico-Vaticano, e durante a década de 1970 a Santa Sé expressou suas esperanças de uma solução rápida e justa para a questão. Em 1º de junho de 1974, o Papa Paulo VI convocou todas as facções armadas a participarem das negociações de paz:
"Pedimos fervorosamente que cesse toda violência, seja de que lado for, pois é contrária à lei de Deus e ao modo de vida cristão e civilizado; que, em resposta à consciência cristã comum e à voz da razão, seja restabelecido um clima de confiança mútua e diálogo na justiça e na caridade; que as verdadeiras e profundas causas da inquietação social - que não devem ser reduzidas a diferenças de natureza religiosa - sejam identificadas e eliminadas."
A Santa Sé também apoiou os esforços britânicos para pôr fim à segregação racial na Rodésia (atual Zimbábue) e elogiou a Rainha Elizabeth II por suas atividades pela paz entre as nações e pela paz entre católicos e anglicanos.

### Desenvolvimentos recentes
Relações plenas foram reconhecidas em 1982, quando o Papa João Paulo II visitou o Reino Unido. Isso levou à primeira troca completa de embaixadores entre o Reino Unido e a Santa Sé naquele ano. 
Em 9 de setembro de 2011, o Embaixador Nigel Marcus Baker apresentou suas credenciais ao Papa Bento XVI. Em seu discurso, o Embaixador Britânico apresentou três objetivos principais das relações Vaticano-Reino Unido: enfrentar ameaças existenciais como as mudanças climáticas e a proliferação nuclear, promover o diálogo inter-religioso para alcançar a paz e trabalhar para reduzir a pobreza mundial.
A Embaixada do Reino Unido na Santa Sé está co-localizada com a Embaixada do Reino Unido na República da Itália na Via XX Settembre em Roma, após o fechamento de 2006 do prédio alugado que serviu como Embaixada do Reino Unido na Santa Sé. Alguns no Vaticano protestaram contra a co-localização das embaixadas do Reino Unido, reclamando que altos funcionários da Santa Sé não deveriam ser obrigados a visitar a embaixada do Reino Unido na Itália, um país com o qual a Santa Sé tem uma relação totalmente diferente e às vezes turbulenta.
A Nunciatura da Santa Sé na Grã-Bretanha é o posto diplomático da Santa Sé, cujo representante é chamado Núncio Apostólico na Grã-Bretanha com a patente de embaixador. O escritório da nunciatura está localizado em 54 Parkside, Wimbledon Village, Londres.

## Visitas de Estado

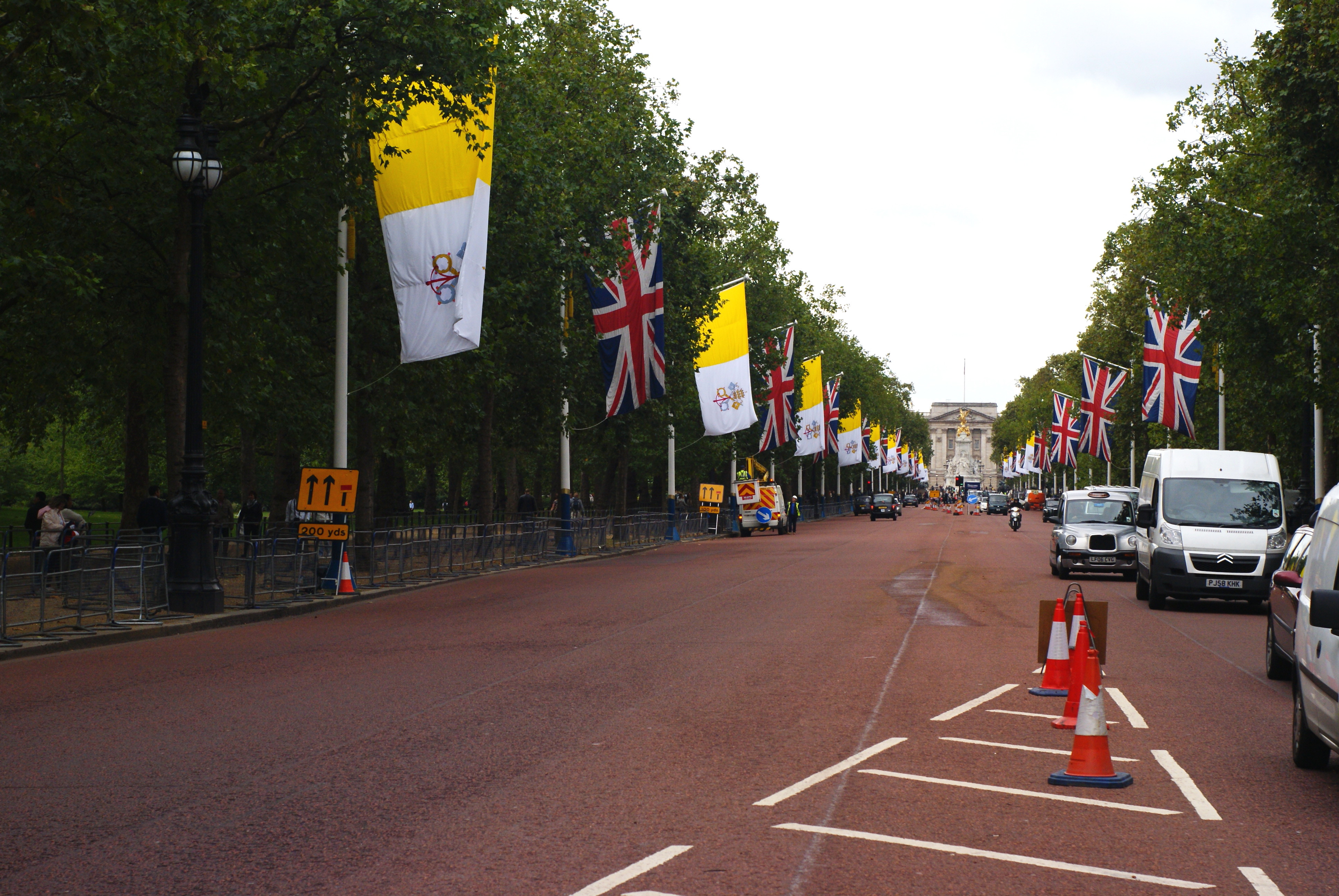
Bandeiras da Santa Sé ao longo do The Mall, em Londres, durante visita do Papa Bento XVI em 2010.

A rainha Elizabeth II visitou o Vaticano pela primeira vez durante o pontificado do Papa Pio XII, antes de sua ascensão. Sua segunda visita ao Vaticano foi uma visita privada (durante uma visita de estado à República Italiana) em 5 de maio de 1962, quando foi recebida pelo Papa João XXIII. Ela fez duas Visitas de Estado durante o pontificado de João Paulo II em 1980 e 2000.
O Príncipe de Gales e a Duquesa da Cornualha encontraram-se com o Papa Bento XVI no Vaticano em 27 de abril de 2009. O príncipe Charles e sua segunda esposa, Camilla, tiveram uma audiência privada com o pontífice. Foi a primeira audiência de Charles no Vaticano desde seu divórcio da falecida princesa Diana.
O Papa Bento XVI foi o primeiro Papa a fazer uma visita oficial ao Reino Unido em 16 de setembro de 2010, que recebeu o status de uma visita de Estado. Em uma ruptura com os arranjos normais para visitas de estado, ele chegou a Edimburgo, em vez de Londres, e foi concedida uma audiência de Sua Majestade a Rainha Elizabeth II em sua residência oficial na Escócia, o Palácio de Holyrood House. Na noite do mesmo dia, ele celebrou a segunda missa papal realizada na Escócia em Bellahouston Park, em Glasgow, com mais de 250.000 católicos escoceses presentes. A primeira missa papal na Escócia foi celebrada por seu predecessor, o Papa João Paulo II, em Bellahouston Park, Glasgow, durante sua visita pastoral em 1982.
A Rainha Elizabeth II e o Príncipe Philip, Duque de Edimburgo, enquanto visitam o Presidente italiano Giorgio Napolitano em Roma, têm uma visita informal com o Papa Francisco em 3 de abril de 2014. Foi seu sétimo encontro com um papa e o quinto papa diferente que ela conheceu.